# Tariyel Gasimov
 (mars 2024).
Tariyel Gasimov (en azéri: Tariyel İsgəndər oğlu Qasımov; né le 4 février 1939 à Kochesgar, district d'Aghstafa) est un acteur honoré de théâtre et de cinéma azerbaïdjanais, (1979) et Artiste du peuple de la République d'Azerbaïdjan (1991).

## Biographie
En 1956, Tariyel  Isgander oghlu Gasimov est admis à l'Institut d'éducation physique. Lorsqu'il y étudie, il fréquente le club de théâtre de Lutfi Mammadbeyov. En tant qu'étudiant de deuxième année, il joue dans une pièce de théâtre au Théâtre du Jeune Spectateur. Il transfère ses documents à l'Institut de Théâtre en 1960 avec une lettre  de soutien de l'administration du théâtre. Il est admis à la faculté de cinéma et de théâtre – cours de Rza Tahmasib. Il est admis au Théâtre Dramatique étant en troisième année. En 1964, il est diplômé de la Faculté d'art dramatique et de théâtre de l'Institut national du théâtre d'Azerbaïdjan.

## Activité théatrale
Depuis le 1er octobre 1964 (avec certaines pauses), Tariyel Gasimov est acteur du Théâtre national du jeune spectateur de Bakou. 2 ans plus tard, il est invité au Théâtre dramatique musical d'État du Nakhitchevan. En 1967, il est l'un des premiers acteurs du Théâtre azerbaïdjanai ouvert récemment à Erevan. En 1968, il retourne à Bakou et travaille comme assistant réalisateur dans un studio de cinéma. En 1972, il retourne au Théâtre Jeune spectateur. Depuis 1997, il est directeur artistique et directeur du Théâtre dramatique d'État kazakh,

## Les rôles du cinéma
En plus de Azerbaijanfilm, il tourne dans des films des studios Turkmenfilm, Tajikfilm, Uzbekfilm, Mosfilm, DEFA (Allemagne) : Rustam et Sohrab (1969-1971, Tadjikfilm, 3 séries , réalisé par Boris Kimyagarov ), La Couleur de l'Or (1975, Turkmenfilm), Nuit au Chili (1982, Mosfilm), Au revoir, l'été vert (1983, Uzbekfilm), Le sens de la vie (1983 , film ouzbek, 2 séries, Sahib (1983, film ouzbek), Sonya rapporte (1983, 2 séries, DEFA (Allemagne), réalisé par Stefan Bernhard).

## Livres
- Sur les voies de la vie artistique
- Foi

## Distinctions
Titre honorifique « Artiste émérite de la RSS d'Azerbaïdjan » — 9 février 1979
Titre honorifique "Artiste du peuple de la République d'Azerbaïdjan" — 22 mai 1991
Ordre de Travail, IIIe degré - 10 décembre 2018